# Bashkim Shehu
Bashkim Shehu, nacido el 22 de junio de 1955 en Tirana en Albania, es un escritor en idioma albanés. Vive en Barcelona, España. 

## Biografía
Bashkim Shehu estudia letras en la Universidad de Tirana de 1975 a 1980. Después trabaja como guionista en el Estudio nacional de cine. En aquella época su familia formaba parte de las más elevadas esferas del poder albanés. Su padre Mehmet Shehu, entonces primer ministro de la República popular socialista de Albania, era el sucesor anticipado del dictador Enver Hoxha. Esta situación privilegiada permite a los hijos de tener acceso a numerosos textos prohibidos. Así, desde su juventud, Bashkim Shehu tiene la posibilidad de leer y descubrir las obras de muchos autores extranjeros, normalmente censurados en Albania. Por ejemplo, Franz Kafka que Shehu descubre a la edad donde se busca desafiar la autoridad parental. Le gusta leer. Y de ello se despierta el deseo de escribir. Publica sus primeros relatos en 1977.
En otoño 1981, a causa de la paranoia del dictador, el primer ministro Mehmet Shehu está bajo sospecha de ser «un agente múltiple al servicio de los extranjeros».  El 17 de diciembre de 1981, fue encontrado muerto en su cuarto. En 1982, Bashkim Shehu está condenado a una pena de diez años de encarcelamiento por propaganda subversiva. En 1989, se reduce esta pena a 8 años. Finalmente, es puesto en libertad en 1991, después de la caída del régimen comunista de Albania.
A su salida de la prisión, empieza nuevamente a trabajar como guionista en el Estudio nacional de cine por algún tiempo. De 1993 a 1995 se instala en Hungría para estudiar sociología en el Instituto de Sociología de la Universidad de Budapest. Después, de regreso a Tirana, milita por los derechos humanos al seno del Comité Helsinki. En 1997, se exila a Barcelona donde fue acogido en la Ciudad Refugio.
Desde 1997, vive en Barcelona. Tiene cuatro hijos.
Después de haber trabajado para el Parlamento internacional de los escritores y durante diez años para el CCCB (Centra de Cultura Contemporània de Barcelona), trabaja actualmente freelance. Escribe. Traduce, o co-traduce en albanés con su compañera Edlira Hoxholli, obras del inglés, francés, español y catalán de autores como Roberto Bolaño, Zygmunt Bauman, Hannah Arendt, Jaume Cabré, George Steiner, etc., y participa en diferentes proyectos culturales.
Publica regularmente y sus obras están traducidas en varias lenguas.

## Obras
En albanés
- Rrugëtimi i mbramë i Ago Ymerit (El último viaje de Ago Ymeri), novela, Buzuku, Tirana, 1995 ISBN 86-7785-025-2
- Rrethi (El círculo), novela, Pristina, 2000, Tirana, 2002
- Orfeu në Zululandën e Re (Orfeo en Nueva Zelanda), novela, Tirana, 2003
- Udhëkryqi dhe humnerat (La encrucijada y los abismos), novela, Tirana, 2003
- Gjarpri dhe heronj të tjerë (La serpiente y otros héroes), novela, Tirana, 2004
- Angelus Novus (Angelus Novus), novela, Tirana, Toena, 2005 ISBN 978-99943-1-036-4
- Hija e gurit (La sombra de la piedra), cuentos, Tirana, Toena, 2006 ISBN 99943-1-068-2
- Mozart, me vonesë (Mozart, con retraso), novela, Tirana, Toena, 2009 ISBN 978-99943-1-506-2
- Loja, shembja e qiellit (El juego, el hundimiento de los cielos),[1] novela, Tirana, Toena, 2013 ISBN 978-99943-1-881-0
- Fjalor udhëzues për misterin e dosjeve (Glosario para orientarse en el misterio de los archivos secretos), novela, Tirana, Toena, 2015 ISBN 978-99943-1-950-3

En español
- Confesión junto a una tumba vacía (Ed. Península)
- El último viaje de Ago Ymeri (Ed.Meteora, 2001) ISBN 84-95623-10-2
- Angelus Novus (Ed.Siruela, 2017) ISBN 978-84-17041-64-9

## Distinciones
- Final 2013, el libro Loja, shembja e qiellit está elegido mejor prosa del año por el jurado del premio At Zef Pllumi, segunda edición del premio literario de la ciudad de Shëngjin en Albania.[2]
- Premio Nacional de la novela 2016, para la novela Glosario para orientarse en el misterio de los archivos secretos [3]